# (1025) Riema
(1025) Riema est un astéroïde de la ceinture principale découvert le 12 août 1923 par l'astronome allemand Karl Reinmuth. Sa désignation provisoire était 1923 NX.
Il a été nommé du nom de l'astronome allemand Johannes Karl Riem.